# 南新柏林 (紐約州)
南新柏林（英語：South New Berlin）是位於美國紐約州希南戈縣的非建制地區。

## 歷史
南新柏林的郵局自1822年營運至今。

## 地理
南新柏林所處的海拔為高於海平面321米（即1053英呎），而該地所採用的時區為UTC-5，即北美东部时区（EST）。同時該地設有夏令時間，為UTC-5調快一小時，即UTC-4（EDT）。